# ديانا دوغلاس
ديانا دوغلاس (بالإنجليزية: Diana Douglas) (و. 1923 – 2015 م) هي ممثلة، وممثلة أفلام، من الولايات المتحدة الأمريكية، ولدت في جزر برمودا، توفيت عن عمر يناهز 92 عاماً.

## التعليم
تعلمت في الأكاديمية الأميركية للفنون المسرحية.

## وصلات خارجية
- ديانا دوغلاس على موقع IMDb (الإنجليزية)
- ديانا دوغلاس على موقع ألو سيني (الفرنسية)
- ديانا دوغلاس على موقع تيرنر كلاسيك موفيز (الإنجليزية)
- ديانا دوغلاس على موقع أول موفي (الإنجليزية)
- ديانا دوغلاس على موقع قاعدة بيانات برودواي على الإنترنت (الإنجليزية)
- ديانا دوغلاس على موقع قاعدة بيانات الأفلام السويدية (السويدية)
- ديانا دوغلاس على موقع قاعدة بيانات الفيلم (الإنجليزية)
- ديانا دوغلاس على موقع كينوبويسك (الروسية)